# Phyllodactylus gilberti
Phyllodactylus gilberti (листопалий гекон Гілберта) — вид геконоподібних ящірок родини Phyllodactylidae. Ендемік Галапагоських островів. Вид названий на честь американського біолога Чарльза Генрі Гілберта.

## Поширення і екологія
Phyllodactylus gilberti мешкають на невеликих острівцях Вульф і Дарвін в архіпелазі Галапагоських островів, площа кожного з яких становить менше 1 км². Вони живуть серед скель, порослих чагарниками і кактусами, на висоті до 70 м над рівнем моря.